# Ti con zero
Ti con zero è una raccolta di racconti di Italo Calvino pubblicata da Einaudi nel 1967. I racconti in essa presenti hanno forti legami con quelli de Le cosmicomiche, pubblicati in raccolta due anni prima dallo scrittore (e originariamente pubblicati tra il 1963 e il 1964).
Il testo di Ti con zero è suddiviso in tre sezioni: "Altre cose", "Priscilla" e "Ti con zero", composte rispettivamente da quattro, tre e quattro racconti. I racconti che fanno parte della raccolta non furono composti da Calvino tutti di seguito ma, nella stesura dei racconti (prima metà del 1966), vi fu una pausa a ridosso della pubblicazione delle Cosmicomiche, periodo durante il quale venne scritto un solo racconto. Dopo questa pausa Calvino procedette alla stesura dei racconti che compongono il ciclo di Ti con zero escludendo dalla raccolta solo uno dei quattro che erano stati esclusi nel 1965.

## Trame

### Altre cose
La prima sezione di Ti con zero è quella che più direttamente si ricollega a Le cosmicomiche: anche qui il protagonista dei quattro racconti ("La molle luna", "Gli Uccelli", "I cristalli" e "Il sangue, il mare") è Qfwfq. 
Caratteristica comune dei racconti è il loro lungo orizzonte temporale: in media di molti milioni di anni.

### Priscilla
Definita dall'autore come "una lunga storia d'amore" questa sezione è composta di tre parti, "Mitosi", "Meiosi" e "Morte".

### Ti con zero
Costituiscono "i racconti deduttivi", secondo la definizione dello stesso Calvino: quattro racconti che trattano di paradossi, comprendenti Ti con zero, Il conte di Montecristo, L'inseguimento e Il guidatore notturno. In particolare, il racconto che dà il titolo alla raccolta è incentrato sul paradosso di Zenone.
Questi racconti affrontano situazioni contemporanee e i protagonisti sono personaggi attuali. L’inseguimento è ambientato durante un ingorgo stradale, mentre Il guidatore notturno racconta di un guidatore notturno che decide di andare a prendere la ragazza. Il conte di Montecristo riparte dal romanzo di Alexandre Dumas.

## Edizioni
- Ti con zero, Collana Supercoralli, Torino, Einaudi, 1967,  p. 164. - Collana Nuovi Coralli, Einaudi, 1978.
- Ti con zero, Collana Gli elefanti, Milano, Garzanti, 1988, ISBN 978-88-116-6679-0.
- Ti con zero, Collana Oscar Opere di Italo Calvino, Milano, Mondadori, 1995, ISBN 978-88-044-0168-1. - Con uno scritto di Giuliano Gramigna, Collana Oscar, Mondadori, 2011.